# Hitoshi Shiota
Hitoshi Shiota (塩田 仁史 Shiota Hitoshi?, nacido el 28 de mayo de 1981 en Hitachi, Ibaraki) es un futbolista japonés que se desempeña como guardameta.

## Trayectoria

### Clubes
| Club         | País  | Año         |
| ------------ | ----- | ----------- |
| FC Tokyo     | Japón | 2004 - 2014 |
| Omiya Ardija | Japón | 2015 -      |

## Estadística de carrera

### J. League
| Club         | Año   | J. League | J. League | Copa J. League | Copa J. League | Total | Total |
| Club         | Año   | Part.     | Goles     | Part.          | Goles          | Part. | Goles |
| ------------ | ----- | --------- | --------- | -------------- | -------------- | ----- | ----- |
| FC Tokyo     | 2004  | 0         | 0         | 8              | 0              | 8     | 0     |
| FC Tokyo     | 2005  | 0         | 0         | 6              | 0              | 6     | 0     |
| FC Tokyo     | 2006  | 2         | 0         | 4              | 0              | 6     | 0     |
| FC Tokyo     | 2007  | 20        | 0         | 4              | 0              | 24    | 0     |
| FC Tokyo     | 2008  | 34        | 0         | 7              | 0              | 41    | 0     |
| FC Tokyo     | 2009  | 0         | 0         | 1              | 0              | 1     | 0     |
| FC Tokyo     | 2010  | 4         | 0         | 1              | 0              | 5     | 0     |
| FC Tokyo     | 2011  | 18        | 0         | -              | -              | 18    | 0     |
| FC Tokyo     | 2012  | 4         | 0         | 4              | 0              | 8     | 0     |
| FC Tokyo     | 2013  | 1         | 0         | 4              | 0              | 5     | 0     |
| FC Tokyo     | 2014  | 2         | 0         | 6              | 0              | 8     | 0     |
| Omiya Ardija | 2015  | 5         | 0         | -              | -              | 5     | 0     |
| Omiya Ardija | 2016  | 15        | 0         | 5              | 0              | 20    | 0     |
| Omiya Ardija | 2017  | 9         | 0         | 1              | 0              | 10    | 0     |
| Total        | Total | 114       | 0         | 51             | 0              | 165   | 0     |